# Classe Arktika
La classe Arktika o Progetto 10520 (in cirillico: проекта 10520 типа Арктика) è una classe di navi rompighiaccio a propulsione nucleare di fabbricazione sovietica prima e russa poi, costruita tra gli anni settanta e i duemila dai cantieri del baltico e detentrice del titolo di più grandi unità rompighiaccio al mondo fino al 2016. 
Progettate per liberare le rotte commerciali artiche dai banchi di ghiaccio a beneficio delle navi mercantili e di ricerca scientifica che scortano, stanno venendo progressivamente rimpiazzate dalla Classe LK-60Ja.
Al 2021, delle 6 unità costituenti la classe, solo 2 risultano in servizio attivo presso l'azienda controllata dal governo federale russo, Atomflot.

## Tecnica
I rompighiaccio classe Arktika hanno il doppio scafo. Lo scafo esterno ha uno spessore di 48 mm nelle parti in cui deve rompere il ghiaccio, ed uno spessore minimo sempre rispettato di 25 mm. Inoltre, tra lo scafo esterno e quello interno c'è una zavorra d'acqua, che può essere spostata per aiutare la nave durante le operazioni di rottura. Queste operazioni sono inoltre facilitate da un sofisticato sistema di aria compressa, in grado di liberare nove getti d'acqua a 24 m³/s sotto la superficie. Alcuni esemplari hanno inoltre sullo scafo un rivestimento polimerato per ridurre l'attrito. La grande potenza, nonché le dimensioni di queste unità, permettono loro di rompere il ghiaccio in maniera continuativa navigando sia in avanti, sia all'indietro. La potenza dell'impianto propulsivo è tale che i rompighiaccio della classe Arktika, durante la navigazione, utilizzano un solo reattore. L'altro è tenuto di riserva.
Tuttavia, la grande potenza dei reattori è anche un limite all'operatività di queste navi. Infatti, per mantenere i reattori alla giusta temperatura, sono costrette a navigare in acque fredde: per questa ragione, non possono superare i tropici per dirigersi nell'emisfero meridionale.
Alcune navi sono in grado di imbarcare uno o due elicotteri. Estremamente completo è l'apparato di comunicazione imbarcato, che consente la ricezione di email, e permette di comunicare con il mondo grazie al satellite. Inoltre, a bordo sono presenti anche telefono e fax.
Vi sono alcune unità di questa classe, poi, che sono particolarmente attrezzate per il turismo artico (in particolare le ultime). La dotazione “turistica” prevede piscina, sauna, cinema, palestra, infermeria e libreria. Inoltre, nel ristorante di bordo, c'è un bar ed attrezzature per concerti dal vivo. Infine, sullo Yamal c'è anche un campo da pallavolo.

## Unità

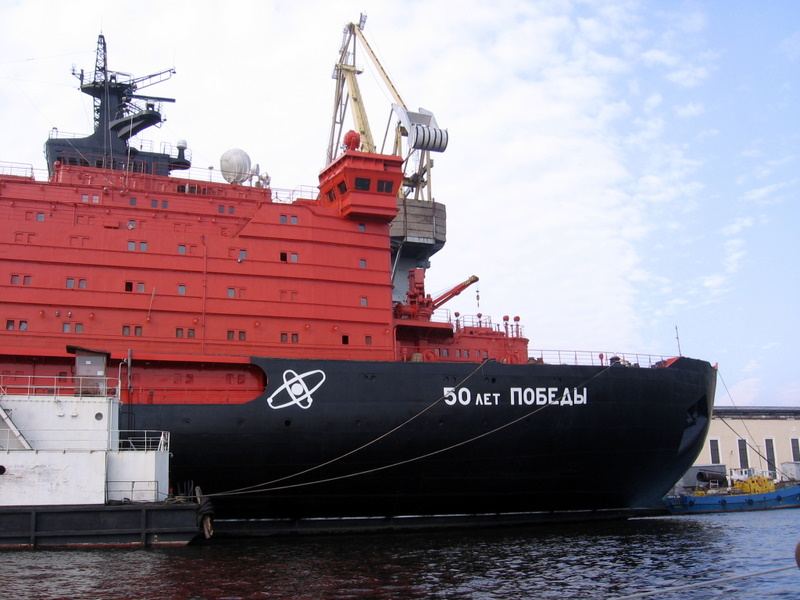
L’ultimo esemplare entrato in servizio, il 50 Let Pobedy

| Nome            | Cantiere        | Impostazione     | Varo             | Entrata in servizio | Stato            |
| --------------- | --------------- | ---------------- | ---------------- | ------------------- | ---------------- |
| Arktika         | Baltic Shipyard | 3 luglio 1971    | 26 dicembre 1972 | 25 aprile 1975      | Radiata nel 2008 |
| Sibir           | Baltic Shipyard | 26 giugno 1974   | 23 febbraio 1976 | 28 dicembre 1977    | Radiata nel 1992 |
| Rossiya         | Baltic Shipyard | 20 febbraio 1981 | 2 novembre 1983  | 20 dicembre 1985    | Radiata nel 2013 |
| Sovetskiy Soyuz | Baltic Shipyard | 2 novembre 1983  | 31 ottobre 1986  | 29 dicembre 1989    | Radiata nel 2014 |
| Jamal           | Baltic Shipyard | 1986             | 1989             | ottobre 1992        | Attiva           |
| 50 let Pobedy   | Baltic Shipyard | 4 ottobre 1989   | 29 dicembre 1993 | 23 marzo 2007       | Attiva           |

## Impiego
Tutte le unità sono state costruite nei cantieri navali di San Pietroburgo. Ne sono state varate sei, di due versioni (progetto 10520 e progetto 10521). Tra le varie unità ci sono diverse differenze, visto il lungo arco di tempo (circa 30 anni) che ha separato il varo della prima e dell'ultima unità della classe. In generale, si può dire che le unità più moderne sono le più grandi e veloci, richiedono meno equipaggio e sono più attrezzate per il turismo artico.
- NS Sovetskiy Soyuz: entrata in servizio il 29 dicembre 1989, nel 1998 rimase intrappolato per tre giorni nei ghiacci. Prese parte alla spedizione del 2004 nel cuore dell'Artico per misurare gli effetti dei cambiamenti climatici. Un operatore turistico lo ha avuto in listino per crociere al Polo Nord.
- NS 50 Let Pobedy (letteralmente: 50º Anniversario della Vittoria): l'intenzione era di farla entrare in servizio nel 1995, in occasione, appunto, del 50º anniversario della vittoria nella seconda guerra mondiale. Lo scafo è stato varato il 29 dicembre 1993, ma l'allestimento fu sospeso poco tempo dopo per motivi economici. La costruzione è ripresa nel 2003, e la nave è stata completata all'inizio del 2007. Le prove in mare si sono svolte dal primo febbraio dello stesso anno nel Golfo di Finlandia. Il viaggio inaugurale, verso Murmansk, è durato dal 23 marzo all'11 aprile 2007. Durante il viaggio è emersa la grande manovrabilità della nave, nonché la sua alta velocità (21,4 nodi). La nuova nave è molto diversa rispetto alle precedenti. Infatti, è stato aggiunto un modulo ambientale per il trattamento dei rifiuti che ha allungato lo scafo di 9 metri, aggiunti ai 159 che già c'erano: era la più grande dei rompighiaccio classe Arktika. L'equipaggio è di soli 138 uomini, e può imbarcare due elicotteri Ka-32. Inoltre, è dotata di tutti i comfort per le crociere nell'Artico.

## Record
- NS Arktika: è stata la prima nave di superficie al mondo a raggiungere il Polo Nord (17 agosto 1977)
- NS Rossiya: entrato in servizio nel 1985, è stato il primo rompighiaccio atomico sovietico a portare a bordo cittadini non appartenenti a Paesi comunisti (40 tedeschi occidentali nel 1990).